# Rigadin avance l'heure
Pour plus de détails, voir Fiche technique et Distribution.
Rigadin avance l'heure est un film muet français réalisé par Georges Monca, sorti en 1916.

## Fiche technique
- Titre : Rigadin avance l'heure
- Réalisation : Georges Monca
- Scénario : Félix Léonnec
- Photographie :
- Montage :
- Société de production : Pathé Frères
- Société de distribution : Pathé Frères
- Pays d'origine :  France
- Langue : français
- Métrage : 345 mètres
- Format : Noir et blanc — 35 mm — 1,33:1 — Muet
- Genre :  Comédie
- Durée : 11 minutes et 30 secondes
- N° de catalogue Pathé : 7693
- Dates de sortie : 
  - France : 30 juin 1916

## Distribution
- Charles Prince : Rigadin
- Germaine Risse
- Henri Bosc